# Наводнения в Киеве
Наводнения в Киеве — подъёмы воды на Днепре, которые вызывали затопления территории города Киева.
Одно из первых зафиксированных наводнений пришлось на 1128 год, кроме того зафиксирован уровень воды в паводок 945 года. В XIX - XX  веках сильные наводнения зафиксированы в 1805, 1808, 1845, 1877, 1882, 1895, 1905, 1907, 1908, 1917, 1929, 1930, 1931, 1942, 1953 и 1970 гг.
Половодье — фаза водного режима реки, ежегодно повторяющаяся в данных климатических условиях в один и тот же сезон года, характеризуется наибольшей водностью, высоким и длительным подъемом и спадом уровней воды в реке. На Днепре половодье происходит весной в результате таяния снега.
К строительству днепровских водохранилищ (Киевское, 1966 г. и Каневского, 1976 г.) снижена часть территории Киева (Подол, Оболонь, Труханов остров, Левобережье, Корчеватое), затапливаемые во время больших весенних наводнений на Днепре (в частности, 1931 и 1970 годов).

## Характеристика наиболее крупных наводнений
Наиболее крупные наводнения на Днепре в районе Киева были зафиксированы в 1845, 1877, 1895, 1908, 1931, 1970 и 1979 годах. Крупнейшее наводнение в истории Киева произошло в мае 1931 года — тогда затопило Подол и село на Трухановом острове (уничтожено немцами в 1943-м). Рыбальский полуостров превратился в остров.
2 мая 1931 года зафиксирован максимальный уровень воды — 97,73 м над уровнем моря Балтийской системы (минимальный — 88,7 м, то есть зафиксированная амплитуда воды в Днепре составляет 9 м).
Во время наводнения 1970 года был затоплен Труханов остров и Гидропарк; вода стояла даже в подземном переходе под станцией метро. Уровень воды достиг 96,80 м БС. Пострадали сёла на левом берегу (сейчас здесь Вигуровщина-Троещина). Если бы не Киевское водохранилище , уровень воды был бы еще выше.
Во время наводнения 1979 года — уровень воды составил 95,39 м БС.
Во время наводнения 2004 года (за 20 лет наиболее полноводное) — уровень воды достиг 93,50 м БС.
Средний же уровень воды в Днепре — 91,8 метров БС над уровнем моря.
Обычно в районе Киева расход воды Днепром составляет около 600-800 куб. метров воды. Во время наводнения 1931 года эта цифра достигала 23 тысячи, в 1970-м - 18 тысяч, в 1979-м - 10,5 тысяч, в 2004-м - 5,1 тысячи.